# Tấn công Kabul tháng 7 năm 2019
Bản mẫu:Campaignbox War in Afghanistan (2001–present)
Tấn công Kabul tháng 7 năm 2019 xảy ra vào ngày 1 tháng 7 năm 2019 khi một cuộc tấn công bằng súng và bom kết hợp diễn ra tại khu phố Wazir Akbar Khan của Kabul. Những kẻ tấn công ban đầu đã kích nổ một chiếc xe tải chở bom, sau đó năm tay súng đã vào một tòa nhà đang được xây dựng gần đó và bắn vào nhân viên an ninh Afghanistan đang sơ tán người dân trên đường. Ít nhất 45 người đã bị giết,  bao gồm cả năm kẻ tấn công. Người phát ngôn của Bộ Y tế Công cộng Afghanistan, Wahidullah Mayar, nói rằng có 116 thường dân, bao gồm 26 trẻ em và 5 phụ nữ, bị thương. Taliban đã nhận trách nhiệm về vụ đánh bom ở Kabul và cho biết mặc dù thường dân không phải là mục tiêu của Taliban, một số thường dân đã bị thương.

## Bối cảnh
Vụ tấn công xảy ra trong khi cuộc đàm phán hòa bình Taliban ở Hoa Kỳ đang diễn ra tại Doha, Qatar. Trong những ngày trước cuộc tấn công, nhóm chiến binh đã thực hiện nhiều cuộc tấn công chết người vào lực lượng an ninh trên toàn quốc.
Theo New York Times, bạo lực ở Afghanistan đã gia tăng trong năm thứ 18 có sự hiện diện quân sự của Hoa Kỳ tại Afghanistan.

## Tấn công
Taliban đã tấn công các tòa nhà quân sự và chính phủ của thủ đô Afghanistan bằng cách sử dụng một quả bom xe mạnh mẽ vào ngày 1 tháng 7 năm 2019, và một cuộc đấu súng bắt đầu ngay sau đó. Các cuộc tấn công đã giết chết 40 thường dân và làm bị thương 116.  Quả bom phát nổ vào buổi sáng ở Kabul khi đường phố chật kín người.